# Dan Mindel
Daniel "Dan" Mindel, B.S.C, A.S.C. es un director de fotografía sudafricano-estadounidense. Es conocido por su trabajo frecuente con los directores de cine Ridley Scott, Tony Scott y J. J. Abrams.

## Filmografía
Como  director de fotografía
| Año  | Película                                            | Director           | Otras notas           |
| ---- | --------------------------------------------------- | ------------------ | --------------------- |
| 1996 | Recon                                               | Breck Eisner       | Corto                 |
| 1998 | Enemigo público                                     | Tony Scott         |                       |
| 2000 | Shanghai Noon                                       | Tom Dey            |                       |
| 2000 | Sand                                                | Matt Palmieri      | con John Skotchdopole |
| 2001 | Spy Game                                            | Tony Scott         |                       |
| 2003 | Stuck on You                                        | Farrelly brothers  |                       |
| 2005 | Domino                                              | Tony Scott         |                       |
| 2005 | The Skeleton Key                                    | Iain Softley       |                       |
| 2006 | Misión imposible 3                                  | J. J. Abrams       |                       |
| 2009 | Star Trek                                           | J. J. Abrams       |                       |
| 2012 | John Carter                                         | Andrew Stanton     |                       |
| 2012 | Savages                                             | Oliver Stone       |                       |
| 2013 | Star Trek: en la oscuridad                          | J. J. Abrams       |                       |
| 2014 | The Amazing Spider-Man 2: Rise of Electro           | Marc Webb          |                       |
| 2015 | Star Wars: Episodio VII - El despertar de la Fuerza | J. J. Abrams       |                       |
| 2016 | Zoolander 2                                         | Ben Stiller        |                       |
| 2018 | The Cloverfield Paradox                             | Julius Onah        |                       |
| 2018 | Pacific Rim: Uprising                               | Steven S. DeKnight |                       |
| 2024 | Red One                                             | Jake Kasdan        |                       |